# Mamas tuberosas
Mamas tuberosas são uma malformação ou deformação das mamas, que apresenta-se desde o desenvolvimento da puberdade. Pode ocorrer que o tecido que cobre a glândula mamária apresente uma rigidez excessiva e não se expanda adequadamente em conjunto com o aumento progressivo da glândula mamária, esta situação pode provocar que à medida que a glândula cresce, sinta-se presa sobre a pele que não expande-se, e tem uma tendência para herniar-se e sair pelo local de menor resistência, que é a pele fina do mamilo. Esta situação pode afetar uma ou ambas as mamas.